# Club de Fútbol Monterrey
Il Club de Fútbol Monterrey è una società calcistica messicana, con sede a Monterrey nel capoluogo del Nuevo León. Milita nella Liga MX, la massima serie del campionato messicano.
Di proprietà di FEMSA, l'azienda di imbottigliamento più grande dell'America Latina, disputa le partite interne allo stadio BBVA Bancomer di Monterrey. Ha vinto 5 campionati messicani, 2 Coppe del Messico e una InterLiga a livello nazionale e una Coppa delle Coppe CONCACAF e 5 CONCACAF Champions League (di cui tre consecutivamente, dal 2011 al 2013) a livello continentale. I calciatori della squadra sono detti rayados ("strisciati"), per la tenuta a strisce bianche e blu.
Vive un'accesa rivalità con i corregionali del Tigres UANL, con cui disputa il derby noto come Clásico Regiomontano.

## Storia

### Dagli esordi agli anni '60
Il Club de Fútbol Monterrey nacque il 28 giugno 1945 per iniziativa di un gruppo di industriali tra cui Ramón Cárdenas Coronado, Enrique Ayala Medina, Paul C. Probert, Rogelio Cantú Gómez e Miguel Margáín Zozaya. Sebbene la divisa iniziale fosse bianca con una linea diagonale blu sulla spalla, le strisce originarie furono adottate dal Monterrey nel 1965, quando le usò il Tampico Madero. Da allora l'uniforme della squadra consiste in una maglietta a strisce verticali bianche e blu con pantaloncini blu.
La prima partita il Monterrey la giocò il 19 agosto 1945 contro il San Sebastián de León e vinse per 10 con rete di José "Che" Gómez. La gioia fu spenta dalla successiva sconfitta per 6-0 contro il Montezuma e poi dal tragico incidente di San Juan de los Lagos che costò la vita a molti calciatori della squadra ed ebbe conseguenze rilevanti sui sopravvissuti. La notte del 14 settembre 1945 il bus che trasportava la squadra, diretto a Guadalajara, si fermò a San Juan de los Lagos per fare rifornimento, ma prese fuoco mentre i giocatori dormivano. José "Che" Gómez riuscì eroicamente a salvare alcuni dei suoi compagni da morte certa. Molti calciatori rimasero ustionati e due di loro, il giocatore costaricano Enrique Lizano Benavides, 28enne, e Leonardo "Cuadros" Vidal, morirono per la gravità delle ferite riportate. Eduardo Quezada si salvò, ma dovette rinunciare all'attività agonistica. Tra i feriti vi furono Evaristo Amezcua, Buenabad, Olvera, Cardona, Medellin, Rodriguez Peralta, l'allenatore Manuel Galán e l'autista. Come risultato della sfortuna, tutti i club della solidarietà messicana del calcio con il Monterrey e hanno dato giocatori senza pagare per il trasferimento. Così sono venuti alla squadra 8 10
In segno di solidarietà verso il Monterrey, altri club messicani prestarono i propri giocatori per consentire alla compagine biancoblu di proseguire la stagione: arrivarono Manolo Pando, Jose Nogueira, Juan Moya, Ignacio Trelles, Arrampicata, Zeledon, Carlos Queiroz, Ricardo Benitez, Tello, Altamirano, Luna ed Emilio Baldonedo. Ciononostante la squadra, segnata dal drammatico evento, perse ben 21 partite di fila e retrocesse chiudendo il campionato all'ultimo posto, con ben 121 gol concessi in stagione. Il 23 giugno 1946, dopo aver perso in casa contro l'Atlas nell'ultima partita stagionale, il club si ritirò dal campionato in segno di rispetto nei confronti delle vittime dell'incidente.
Solo nel 1952, grazie a Carlos Canseco, presidente dell'Asociación de Fútbol de Nuevo León, il club si iscrisse nuovamente alla seconda divisione. Quattro anni dopo guadagnò la promozione in massima serie, ma la retrocessione fu immediata, con un bilancio di 4 vittorie, 7 pareggi e 13 sconfitte e 15 punti in classifica, solo uno in meno dello Zacatepec, che invece si salvò. Tornato in massima serie nel 1959-1960, il Monterrey vi milita ancora.

### Anni '60
Gli anni '60 cominciarono con una salvezza sofferta, ottenuta con un margine di soli tre punti sul Club Celaya. Il bilancio fu di 7 vittorie, 7 pareggi e 12 sconfitte, per un totale di 21 punti. Per il secondo anno consecutivo, nel 1961-1962 la squadra chiuse al penultimo posto, davanti al retrocesso Zacatepec con 19 punti.
Il quinto posto colto nel 1962-1963, due punti dietro il CD Oro campione del Messico con 36 punti, rappresentò il miglior risultato ottenuto dal Monterrey sino a quel momento. Il bilancio fu di 8 vittorie, 12 pareggi e 6 sconfitte, per un totale di 28 punti.
Nei due anni seguenti chiuse sempre terzo, nel primo caso a cinque punti dal Guadalajara campione e nel secondo a tre punti dal Guadalajara campione. Nel 1965-1966 arrivò il quarto posto a pari merito con l'Atlante, mentre l'anno seguente, chiuso con un mediocre ottavo posto a pari merito con l'Irapuato, è ricordato per il primo derby con i rivali cittadini del Club Nuevo León, giunti in massima serie per la prima volta nella loro storia. La discesa proseguì con il quattordicesimo posto dell'annata successiva, a pari punti con il CD Oro.
Nel 1968-1969, stagione in cui il Club Nuevo León retrocesse, il Monterrey non andò oltre il decimo posto a pari merito con il Pachuca, mentre nel 1969-1970 la squadra chiuse nona insieme con l'Atlante.

### Anni '70
La stagione 1970-1971 vide il Monterey invischiato nella lotta per non retrocedere. Grazie a rinforzi come Nilo Acuña e Castiglia, la squadra riuscì a evitare la retrocessione nelle ultime giornate del campionato.
La rinascita fu immediata: con il ritorno in panchina di "El Gallo" Jáuregui iniziò l'epoca d'oro del club biancobluù, che in breve tempo tornò ai vertici del calcio messicano. A rinforzare l'organico arrivarono giocatori di valore come Guarací Barbosa, Gustavo "Halcón" Peña, Ubirajara Chagas, Juan González, Francisco Solís, Francisco Bertocchi, Milton Carlos, Nilo Acuña, Luis "Huesos" Montoya, Alfredo "Alacrán" Jiménez e Pedro Damián. La squadra non vinse il campionato, ma andò vicina alla vittoria. Grandi meriti vanno attribuiti al presidente Alberto Santos de Hoyos, che allestì questa rosa altamente competitiva e volle la costruzione del Cerrito, centro di allenamento del club, una struttura all'avanguardia, inaugurata il 30 maggio 1975.
Terzo nel 1970-1971, nell'annata seguente, con il sistema della Liguilla (la poule scudetto), il club si piazzò nuovamente terzo, perdendo la semifinale contro l'América dopo la "bella". Nel 1972-1973 non riuscì a qualificarsi alla puole scudetto. Nell'annata 1973-1974 la rosa comprendeva José Ledesma, Magdaleno Cano, Gustavo Peña, Guarací Barbosa y Basilio "Bacho" Salazar; Francisco "Vikingo" Bertocchi, Juan González y Francisco "Paco" Solís; Luis Montoya, Milton Carlos (che segnò 22 gol) e Rubén Romeo Corbo. Allenata da Jáuregui, la squadra vinse 22 partite, ne pareggiò 4 e ne perse 8, per un totale di 48 punti, con 65 gol fatti e 36 subiti. Giunto secondo in campionato, batté per 4-3 l'Atlético Español allo stadio Azteca nell'andata della semifinale della poule scudetto, ma perse per 3-1 allo stadio Universitario e fu eliminato.
Nella stagione 1974-1975 il Monterrey non andò oltre il settimo posto, non riuscendo a qualificarsi alla poule scudetto, ma segnò ben 72 reti (record per il campionato messicano). A Jáuregui successe il cileno Fernando Riera, con il quale la stagione 1975-1976 finì al quinto posto, con qualificazione alla Liguilla, dove ai quarti di finale i biancoblù eliminarono il Cruz Azul, la migliore squadra di quel decennio, battendolo per 5-1 in casa nell'andata della semifinale e per 2-1 nella sfida di ritorno allo stadio Azteca. In semifinale ebbe la meglio l'Leones Negros UdeG, che pareggiò per 1-1 sul proprio terreno e poi batté il Monterrey per 2-1 in trasferta in una partita segnata dalle controverse decisioni dell'arbitro Jorge Alberto Narváez.
Alla presidenza ascese dunque Héctor Villarreal, cui successe Ignacio Santos de Hoyos, che ingaggiò il tecnico Filpo Núñez, unico argentino ad aver allenato la nazionale brasiliana. La stagione 1976-1977, però, si chiuse con il quindicesimo posto finale, così Riera fece ritorno sulla panchina del club per l'annata seguente, finita con il decimo posto. Nel 1978-1979 il Monterrey si piazzò nono sotto la guida del brasiliano Otto Gloria e, per il finale di stagione, di Ubirajara Chagas, per poi essere eliminato nella prima fase della Liguilla. La stagione 1979-1980 vide nelle vesti di allenatore Gustavo "Halcón" Peña, sostituito da Ubirajara Chagas, che condusse i suoi alla dodicesima piazza. Per tutti gli anni '70 il club fu sostenuto economicamente da sette delle principali aziende del circondario di Monterrey, riunite da Alberto Santos de Hoyos.

### Anni '80
Gli anni '80 segnarono dei cambiamenti. Il club passò nelle mani del Grupo Protexa, che divenne poi anche proprietario del Cerrito, malgrado un accordo tra le imprese locali prevedesse che la squadra restasse patrimonio della comunità regiomontana.
Con Fernando Olvera como presidente, i rayados tornarono allo stadio Tecnologico e cominciò un'epoca caratterizzata da ristrettezze economiche per la società biancoblù.
La gestione del tecnico argentino Pedro Dellacha vide la squadra classificarsi decima nel 1980-1981. Nel corso della stagione 1981-1982 il ruolo di allenatore passò all'uruguaiano Héctor Hugo Eugui, che portò i suoi al decimo posto, centrando una miracolosa qualificazione alla Liguilla. Ai quarti di finale il Monterrey batté per 1-0 l'América in casa, ma al ritorno fu sconfitto per 4-1 all'Azteca ed eliminato.
Nell'annata seguente, con al timone il tecnico Vicente Pereda, il Monterrey chiuse al diciottesimo posto un'annata negativa, ottenendo la salvezza solo all'ultima giornata. Per l'annata 1983-1984, con il tecnico uruguaiano Roberto Matosas, il Grupo Protexa compì degli sforzi economici per rinforzare la squadra, che però non andò oltre l'undicesimo posto finale, con eliminazione ai quarti della poule scudetto contro l'América (2-1 il punteggio totale). Il Grupo Protexa decise di smantellare l'organico e la dirigenza, acquisendo i calciatori del Fuerzas Básicas e lasciando il solo Matosas nel ruolo di allenatore. Questi caldeggiò inoltre l'adozione di una divisa rossa, mantenuta sino alla fine della stagione 1988-1989. Matosas non terminò, però, la stagione 1984-1985, sostituito, a causa degli scarsi risultati, dal giovane tecnico Francisco Avilán, proveniente dal Fuerzas Básicas. Il quindicesimo posto fu una delusione, ma la nuova generazione di calciatori sembrava destinata a progredire.
Avilán rimase in sella malgrado il diciottesimo posto del 1985. Il successivo campionato a 20 squadre, detto Torneo México 86, la squadra del Monterrey era formata da calciatori cresciuti nel settore giovanile locale, con alcuni rinforzi stranieri di qualità. L'annata fu memorabile: la compagine biancoblù si classificò prima nella stagione regolare con 13 vittorie, 3 pareggi e 2 sconfitte, 43 gol segnati e 18 subiti. Il Monterrey fu squadra con la miglior difesa e con il maggior numero di vittorie e il minor numero di sconfitte del campionato. "Abuelo" ("nonno") Cruz fu capocannoniere del torneo con 14 gol. Nella Liguilla la squadra eliminò l'Atlante ai quarti di finale (0-0 fuori casa e 6-0 in casa) e il Guadalajara in semifinale (1-0 al Jalisco e 1-0 in casa). Nell'andata della finale, il 1º marzo 1986, perse per 1-2 in casa contro il Tampico-Madero, secondo nella regular season, ma vincendo per 2-0 in casa dei rivali si aggiudicò il titolo nazionale.

### Anni '90
Nel 1990-1991 molteplici furono gli sforzi della dirigenza per potenziare l'organico. Arrivarono giocatori di qualità come Carlos Hermosillo e Manuel Negrete e il Monterrey si piazzò quarto, ma ai quarti di finale della Liguilla fu eliminato dal Puebla, con polemiche sull'arbitraggio di Marco Antonio Miranda. Nel 1991 il club era stato rilevato da ABACO e l'uomo d'affari Jorge Lankenau Rocha ne divenne presidente. Il Monterrey allenato da Miguel Mejía Barón, reduce dalla vittoria del titolo con i Pumas UNAM, portò i suoi alla vittoria della Coppa del Messico, ottenuta l'8 settembre 1991 grazie al successo interno per 4-2 contro i Cobras Juárez in un gremitissimo stadio Tecnologico. I gol rayados portarono la firma di Germán Martellotto e Guillermo Vázquez (doppietta), mentre per gli ospiti aveva aperto le marcature l'honduregno Eduardo Bennett; nel finale andò in rete anche "El Caballo" Cosío. Appena un anno prima, la stessa squadra, allenata però dal cileno Pedro García, aveva ottenuto la propria migliore annata, di sempre, ottenendo 47 punti nella stagione regolare.
L'annata 1992-1993, sotto la guida del tecnico Miguel Mejía Barón, vide il Monterrey concludere il girone d'andata al comando della classifica, ma in seguito si aprì una fase di turbolenza societaria. Mejía Barón abbandonò l'incarico per diventare commissario tecnico del Messico, lasciando il posto al proprio vice, Hugo Hernández, che a causa di dissidi con le stelle della squadra finì per "epurare" cinque titolari. La squadra perse la finale della poule scudetto contro l'Atlante, che vinse per 1-0 in dieci uomini all'Azteca e si impose anche al Tecnologico per 3-0.
Avendo vinto la coppa nazionale, il Monterrey fu ammesso alla Coppa delle Coppe CONCACAF 1993, la cui fase finale era in programma a Los Angeles dalla fine di luglio ai primi di agosto del 1993. Con 2 vittorie e un pareggio in 3 partite, la squadra si aggiudicò il trofeo.
e
Ben presto, tuttavia, affiorarono nuovi problemi economici e di altra natura. Nel novembre 1997 Jorge Lankenau ebbe dei guai giudiziari, essendo stato accusato di frode, e meno di due anni dopo il Monterrey dovette lottare nuovamente per non retrocedere. Nel torneo estivo del 1999 José Treviño lasciò il posto al paraguaiano Carlos Jara Saguier; il 9 maggio 1999, grazie ad un gol di Sergio "Alvin" Pérez, calciatore cresciuto nel settore giovanile del club, la squadra biancoblù batté il Puebla in un autentico spareggio per la salvezza, condannando i rivali in uno stadio Tecnologico tutto esaurito.
Il Monterrey fu l'unica squadra messicana a partecipare alla Coppa Libertadores 1999, terza squadra messicana a disputare il torneo, dopo América e Chivas Guadalajara. Il cammino nella manifestazione iniziò nel 1998 nel Pre Libertadores, torneo preliminare a eliminazione diretta in cui il Monterrey ebbe la meglio sul Cruz Azul e poi sul Guadalajara, ambo le volte ai tiri di rigore, per poi vincere la finale di Los Angeles contro il Santos Laguna per 4-3. In seguito disputò la Copa Pre Libertadores contro il Necaxa e i venezuelani dell'Estudiantes de Mérida e dell'Universidad de Los Andes. Il Monterrey ottenne il diritto a giocare la Coppa Libertadores insieme all'Estudiantes. Nel massimo torneo sudamericano per club, i rayados se la videro, nella prima fase, con altre squadre venezuelane e gli uruguaiani del Bella Vista e del  Nacional. Il Monterrey entrò poi in una crisi societaria ed economica, che però non inficiò più di tanto i risultati sul campo. Il 25 marzo 1999 la squadra biancoblù batté in trasferta il Nacional di Montevideo per 3-2 nell'ultimo match della fase a gruppi, con due gol del brasiliano Sinha (uno dei quali su calcio di rigore) e una rete di Érick Hernández, divenendo la prima compagine messicana a vincere fuori casa in Libertadores. Malgrado il successo, la vittoria per 5-1 del Bella Vista contro l'Estudiantes lasciò fuori i rayados dal torneo per una peggiore differenza reti rispetto agli uruguaiani. Il Monterrey chiuse la Libertadores con 7 punti in 6 partite, non pochi considerati i numerosi problemi societari.

### Anni 2000
Riuscita a conservare il posto in Primera División, la squadra passò sotto il controllo di FEMSA, impresa dedita alla commercializzazione di bibite come la Coca Cola e la Carta Blanca, nonché proprietaria della catena di negozi a basso costo OXXO. Grazie alla sponsorizzazione del Grupo Bimbo, la situazione debitoria del club fu risanata e la rosa fu rinforzata con gli acquisti di Pedro Pineda, Claudio da Silva detto "Claudinho" e Antonio Mohamed, mentre la guida tecnica fu affidata a Eduardo Solari. Il torneo invernale del 1999 vide, tuttavia, i rayados in grossa difficoltà, sconfitti in casa per 4-0 dall'Atlas e pesantemente contestati dal pubblico. L'allenatore Solari fu esonerato e sostituito ad interim da un ex calciatore del Monterrey, Magdaleno Cano Ferro, il quale lasciò il posto allo spagnolo Benito Floro il 31 ottobre 1999. Il centrocampista Jesús Arellano, ceduto al Guadalajara nel 1997 dopo cinque anni di militanza nel Monterrey, fece ritorno nel club rayado e divenne una delle pedine chiave dell'undici di Floro.
Nel torneo estivo del 2000 si svolse sulla falsariga del campionato precedente, con il Monterrey impegnato nella lotta per la salvezza, questa volta contro il Toros Neza. Il momento più difficile dell'annata si registrò alla nona giornata, quando il Monterrey perse in casa per 3-0 contro i Toros Neza dopo aver chiuso il primo tempo a reti bianche. Alla quindicesima giornata, in casa contro il Toluca, capolista e futuro campione del Messico, i rayados chiusero la prima frazione di gioco in svantaggio per 1-2, per poi ribaltare il risultato e vincere clamorosamente la partita per 6-2. Il successo interruppe una serie di nove gare senza successi per il Monterrey, che così si salvò a due giornate dalla fine del campionato.
Nel Clausura 2003, sotto la guida dell'argentino Daniel Passarella, il Monterrey si laureò campione del Messico. Terzo nella stagione regolare, il club biancoblù eliminò ai quarti di finale l'Atlas (2-2 in casa e 3-2 fuori casa) e in semifinale il Tigres UANL, acerrimo rivale nel Clásico regiomontano (4-1 in casa e sconfitta per 2-1 fuori casa), per poi avere la meglio del Monarcas Morelia in finale. Decisivo fu il 3-1 ottenuto fuori casa con reti di Walter Erviti, Guillermo Franco e Héctor Castro su calcio di rigore, mentre per il Morelia andò in rete Adolfo Bautista. La gara di ritorno, infatti, terminò a reti bianche, risultato che incoronò campione la squadra di Passarella.

### Anni 2010
Nel gennaio del 2010 il Monterrey sconfisse per 3-1 ai tiri di rigore l'América nella finale del Torneo Interliga 2010, dopo lo 0-0 dei tempi regolamentari. Determinante fu il portiere Jonathan Orozco, che parò due tiri avversari, mentre l'errore decisivo fu di Pável Pardo, che fallì il quarto tentativo di trasformazione dal dischetto dell'América. Grazie alla vittoria, il Monterrey si qualificò alla Coppa Libertadores 2010, dove fu inserito nel girone 2 con Once Caldas, Nacional e San Paolo. Avrebbe chiuso il girone al terzo posto, con 6 punti.
In campionato, nel Torneo Bicentenario 2010, il Monterrey chiuse al primo posto, pareggiando per 1-1 all'ultima giornata contro il Morelia allo stadio Morelos e ottenendo così 36 punti, miglior punteggio per il club nei tornei "brevi". Ai quarti di finale della poule scudetto i rayados furono eliminati dal Pachuca, vittorioso per 1-0 in casa e per 2-1 fuori casa.
L'Apertura 2010 vide il Monterrey accedere alla Liguilla con 32 punti, grazie al secondo posto nella classifica della stagione regolare. All'ultima giornata, contro il Guadalajara, la squadra biancoblù patì tre espulsioni di elementi importanti come Jonathan Orozco, Luis Ernesto Pérez e Severo Meza, ma, pur privo di tre giocatori fondamentali, riuscì a eliminare il Pachuca ai quarti di finale della Liguilla, pareggiando per 1-1 fuori casa e per 3-3 in casa e avanzando grazie al miglior piazzamento in classifica. In semifinale, contro i Pumas, i rayados ebbero la meglio grazie al 2-0 casalingo, che fece seguito allo 0-0 dell'andata. La finale del campionato pose di fronte il Monterrey e il Santos Laguna, terzo nella classifica generale. Allo stadio Corona un autogol del veterano Duilio Davino, difensore dei rayados, decise l'incontro di andata a cinque minuti dalla fine, condannando alla sconfitta per 3-2 il Monterrey allenato da Víctor Manuel Vucetich, che, però, si impose per 3-0 (doppietta di Humberto Suazo e gol di José Basanta) nella gara di ritorno allo stadio Tecnologico, aggiudicandosi il quarto titolo nazionale.
Grazie al piazzamento nell'Apertura 2009, il Monterrey ebbe accesso alla fase a gironi della CONCACAF Champions League 2010-2011, dove si ritrovò in un girone con Saprissa, Marathón e Seattle Sounders. Vincendo il raggruppamento con 5 successi e una sconfitta, si qualificò alla fase successiva, dove eliminò ai quarti di finale i connazionali del Toluca (vittorie per 1-0 fuori casa e 1-0 in casa) e in semifinale i connazionali del Cruz Azul (vittoria per 2-1 in casa e pareggio per 1-1 fuori). Il 20 aprile 2011 la finale di andata contro gli statunitensi del Real Salt Lake terminò 2-2 allo stadio Tecnologico (reti di Aldo de Nigris al 18', Nat Borchers al 35', Humberto Suazo al 62' e Javier Morales all'89'). Il risultato poneva in una situazione di vantaggio gli statunitensi, forti dei gol fuori casa e di una striscia di imbattibilità casalinga in corso, ma il 27 aprile, nella gara di ritorno al Rio Tinto Stadium, il club rayado vinse per 1-0 si aggiudicò per la prima volta la CONCACAF Champions League. Autore del gol-partita fu ancora il cileno Humberto Suazo nel finale di primo tempo, ma anche il portiere Jonathan Orozco, che salvò ripetutamente la squadra con molte parate nel secondo tempo.
Per il Monterrey fu il primo titolo di campione continentale e il secondo titolo internazionale; il titolo fu ottenuto peraltro da squadra imbattuta, con 9 vittorie e 3 pareggi in 12 partite.
Nel Clausura 2011 il Monterrey giunse settimo nella classifica della regular season e fu eliminato ai quarti di finale della Liguilla dai Pumas UNAM, che poi si sarebbero laureati campioni. Nell'Apertura 2011 l'undicesimo posto non bastò, invece, alla squadra per qualificarsi alla Liguilla.
Nella Coppa del mondo per club FIFA 2011, in Giappone, il Monterrey debuttò l'11 dicembre al Toyota Stadium contro i nipponici del Kashiwa Reysol, con cui pareggiò per 1-1 e fu poi eliminato ai tiri di rigore. Il 14 dicembre batté per 3-2 l'Espérance, squadra campione d'Africa, ottenendo il quinto posto nel torneo.
Grazie al piazzamento nell'Apertura 2010 e alla vittoria continentale, il Monterrey fu ammesso nella fase a gironi della CONCACAF Champions League 2011-2012, dove affrontò Herediano, Comunicaciones e Seattle Sounders. Chiuse il girone da capolista, con 4 vittorie e 2 sconfitte, ed eliminò ai quarti di finale i connazionali del Morelia (vittoria per 3-1 fuori casa e 4-1 in casa) e i connazionali dei Pumas in semifinale (3-0 in casa e 1-1 fuori casa). In finale trovò i connazionali del Santos Laguna. Il Monterrey si impose per 2-0 in casa il 18 aprile 2012 (doppietta di Humberto Suazo), ma nella gara di ritorno le reti di Daniel Ludueña e Oribe Peralta ribaltarono la situazione. Il gol dell'argentino Neri Cardozo a otto minuti dalla fine fece svanire l'ipotesi dei tempi supplementari e diede alla squadra rayada, pur sconfitta per 2-1, la vittoria della CONCACAF Champions League, la seconda consecutiva nella manifestazione.

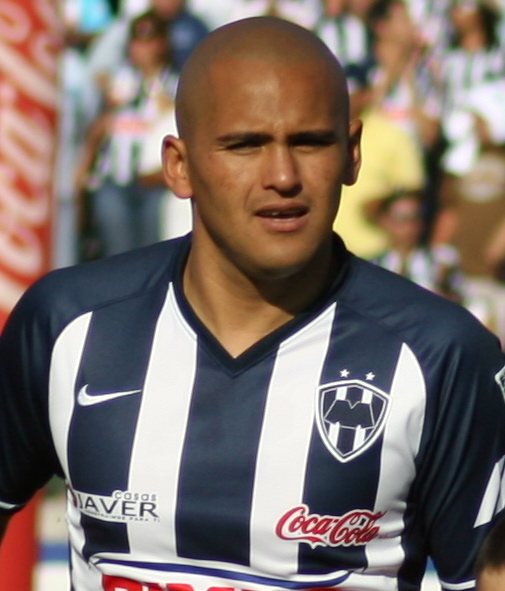
Humberto Suazo, il migliore marcatore di tutti i tempi del Monterrey, con 121 reti.

Nel Clausura 2012 il Monterrey si piazzò secondo con una differenza reti di +17, la migliore del campionato. Nella Liguilla eliminò Club Tijuana ai quarti (risultato complessivo di 4-3) e América in semifinale (risultato complessivo di 2-0), per poi essere sconfitto dal Santos Laguna (risultato complessivo di 3-2) in finale.
Settimo classificato nell'Apertura 2012, si qualificò alla Liguilla, dove fu eliminato dal Tijuana (2-1 il risultato complessivo).
Ammesso alla Coppa del mondo per club FIFA 2012, il 9 dicembre il club biancoblù sconfisse per 3-1 l'Ulsan HD campione d'Asia, ma il 13 dicembre fu sconfitto per 3-1 in semifinale dal Chelsea campione d'Europa. Il 16 dicembre ottenne il terzo posto nel torneo battendo per 2-0 i campioni d'Africa dell'Al-Ahly.
Secondo classificato nel Clausura 2012, il Monterrey si qualificò alla CONCACAF Champions League 2012-2013, dove nel girone di prima fase trovò i guatemaltechi del CSD Municipal e i panamensi del Chorrillo, che batté ambo le volte, sia in casa sia in trasferta, ottenendo 12 punti e il primo posto. Ai quarti di finale ebbe la meglio su un'altra squadra guatemalteca, lo Xelajú MC, battendola per 3-1 in trasferta e per 1-1 in casa, mentre in semifinale caddero i LA Galaxy battendoli per 2-1 in trasferta e per 1-0 in casa. La finale fu ancora una volta contro i connazionali del Santos Laguna, che all'andata, il 24 aprile 2013, impattarono per 0-0, ma nella sfida di ritorno, il 1º maggio, in uno stadio Tecnologico gremito, ebbe la meglio il Monterrey con una grande rimonta. Ai gol ospiti di Darwin Quintero (38') e Felipe Baloy (51'), che parvero indirizzare il trofeo verso il Santos Laguna, risposero Aldo de Nigris al 60', Neri Cardozo all'84' e ancora Aldo de Nigris all'87', prima del sigillo finale di Humberto Suazo al 91', che fissò il punteggio sul 4-2. Fu il terzo trionfo di fila in CONCACAF Champions League per la squadra rayada, che per la seconda volta vinse il titolo continentale da imbattuta. Allargando il discorso a tutto il mondo, l'ultima squadra riuscita nell'impresa di aggiudicarsi per tre anni di fila il titolo continentale era stato il Bayern Monaco, vincitore di tre Coppe dei Campioni di fila dal 1973-1974 al 1975-1976.
Il Clausura 2013 vide il club terminare al nono posto, ma si qualificò ugualmente alla Liguilla perché il Querétaro, giunto ottavo e teoricamente occupante l'ultimo posto utile per l'accesso alla poule scudetto, retrocesse per il promedio, lasciando dunque il posto in Liguilla ai noni classificati. Ai quarti di finale il Monterrey eliminò a sorpresa il Tigres, primo in classifica nella stagione regolare (1-0 in casa e 1-1 in trasferta), con autogol di Israel Jiménez nella partita di ritorno allo stadio Universitario. In semifinale il Monterrey cadde contro l'América, poi vincitore del trofeo, pareggiando per 2-2 in trasferta e perdendo per 2-1 in casa.
L'Apertura 2013 iniziò senza Aldo de Nigris, passato al Guadalajara, e con Dorlan Pabón. Il torneo iniziò con 2 sconfitte, 3 pareggi e una sola vittoria, con 6 punti nelle prime 6 giornate. L'allenatore Vucetich fu esonerato dopo la sconfitta per 3-1 patita in casa del León alla settima giornata. Il compito di sostituire il tecnico più decorato del club, vincitore di 2 campionati, un Torneo InterLiga e 3 CONCACAF Champions League, fu affidato a José Guadalupe Cruz, ma l'ottavo posto a quota 20 punti fruttò solo l'undicesimo posto, lasciando fuori i rayados dalla Liguilla. L'unica gioia della stagione fu la vittoria ai tiri di rigore contro gli acerrimi rivali del Tigres ai quarti di finale di Coppa del Messico, dopo il 2-2 dei 120 minuti (l'eliminazione arrivò in semifinale contro il Morelia, a causa di una pesante sconfitta interna per 3-0).
Il Monterrey si presentò alla Coppa del mondo per club FIFA 2013, in Marocco, tra lo scetticismo generale, essendo reduce da un semestre negativo. La prima sfida si concluse con una sconfitta per 1-2 contro i campioni del Marocco del Raja Casablanca. Il Monterrey fu poi impegnato a Marrakech contro l'Al-Ahly e vinse per 5-1, ottenendo il quinto posto nella competizione. Il monterreyese César Delgado si issò al primo posto nella classifica dei marcatori di tutti i tempi della Coppa del mondo per club FIFA con 5 reti, mentre il Monterrey, con 16 gol totali nel torneo, raggiunse il secondo posto della graduatoria all-time delle squadre più prolifiche nella competizione.
Nel Clausura 2014, dopo 7 giornate la squadra si ritrovò sedicesima con 6 punti, così José Guadalupe Cruz fu esonerato il 18 febbraio 2014 e sostituito con Carlos Barra, già assistente di Vucetich, in coppia con José Treviño. I due condussero la squadra al nono posto in campionato con 23 punti, rimanendo fuori dalla Liguilla per una peggiore differenza reti rispetto a quella del León ottavo, che aveva gli stessi punti dei rayados. Malgrado l'insuccesso, il duo si vide confermato l'incarico per l'annata 2014-2015. Iniziato il campionato di Apertura 2014 con grandi aspettative, con un tandem d'attacco ben affiatato composto da Dorlan Pabon e Humberto Suazo, il Monterrey ottenne il sesto posto e raggiunse le semifinali della Liguilla, dove perse malamente contro l'América, contro cui Suazo disputò l'ultima partita con i rayados prima di tornare al Colo-Colo, dopo aver segnato 102 reti in sette anni di militanza nel club, risultandone il migliore marcatore di tutti i tempi. 
La gestione di Barra si interruppe nel corso del Clausura 2015, a causa di quattro sconfitte nelle prime sei giornate: il 15 febbraio 2015 fu rimpiazzato da Antonio Mohamed, ex calciatore del Monterrey, che aveva appena vinto il campionato alla guida dell'América. Pur non qualificando la compagine biancoblù per la Liguilla, Mohamed rimase in sella per l'annata 2015-2016, prima della quale l'organico fu rinforzato con gli ingaggi di Walter Gargano, Rogelio Funes Mori e i ritorni di José María Basanta, Aldo de Nigris e Luis Ernesto Pérez, oltre alla promozione dalle giovanili di Cesar Montes. Nel giugno 2015 la squadra lasciò lo storico stadio Tecnologico per il nuovo stadio BBVA Bancomer. La gara inaugurale dell'impianto, valevole per la Eusébio Cup, fu vinta dal Monterrey contro il Benfica. 
L'attacco, composto da Dorlan Pabon, Rogelio Funes Mori ed Edwin Cardona, arrivato nell'inverno del 2015, rappresentò il punto di forza del Monterrey, che tuttavia non si qualificò per la Liguilla del campionato di Apertura 2015
Nell'inverno del 2016 arrivarono Walter Ayovi, che fece ritorno nel Monterrey dopo due anni e mezzo, e Carlos Sánchez, fresco vincitore della Coppa Libertadores con il River Plate. L'inizio del Clausura 2016 fu molto proficuo, con tre vittorie casalinghe di fila; la stagione regolare fu chiusa con il primo posto in campionato con 37 punti, sette in più del Pachuca secondo in classifica, grazie al trio offensivo composto da Pabon, Funes Mori e Cardona e dai gol e dagli assist del centrocampista Carlos Sanchez. Nella Liguilla, dopo aver avuto la meglio sul Tigres UANL ai quarti di finale (vittoria per 1-3 fuori casa e sconfitta per 1-2 in casa) e sull'América in semifinale (sconfitta per 1-0 fuori casa e vittoria per 4-2 in casa), la squadra si arrese in finale al Pachuca, perdendo per 1-0 fuori casa e per 1-2 in casa. Il successivo torneo di Apertura 2016 si concluse in modo deludente, con il mancato accesso ai play-off per un soffio, e anche il ritorno in CONCACAF Champions League fu amaro: i rayados uscirono già a conclusione della fase a gironi, non andando oltre il secondo posto nel raggruppamento vinto dai panamensi dell'Árabe Unido.
Il campionato di Apertura 2017 vide il Monterrey capolista con 37 punti nella classifica finale: eliminando Atlas e Morelia con autorevolezza, la squadra arrivò alla finale per il titolo, dove pareggiò per 1-1 in casa del Tigres UANL e perse per 1-2 in casa. Nel luglio 2018 Mohamed lasciò il posto a Diego Alonso, che portò i rayados in finale di Coppa del Messico Apertura, persa per 2-0 contro il Cruz Azul, mentre nel Clausura 2018 raggiunse il terzo posto, con successiva eliminazione nelle semifinali della Liguilla per mano del Tigres UANL (che ebbe la meglio per il miglior piazzamento nella stagione regolare, dopo il pareggio per 1-1. Anche nel campionato di Apertura 2018 fu raggiunti il terzo posto nella stagione regolare e le semifinali della Liguilla, con l'eliminazione per mano del Cruz Azul (per il miglior piazzamento nella stagione regolare, dopo l'1-1). Alonso ottenne poi il trionfo in CONCACAF Champions League, dove la squadra eliminò facilmente lo Sporting K.C. in semifinale (10-2 il risultato complessivo tra andata e ritorno) e in finale, nel Clásico Regiomontano, sconfisse il Tigres UANL per 2-1 tra andata e ritorno. 
Il cattivo rendimento nel campionato di Apertura 2019 causò, il 30 settembre 2019, l'esonero di Alonso. Qualche settimana dopo, alla guida della squadra fu richiamato Mohamed, che riuscì a raggiungere le semifinali della Coppa del mondo per club FIFA, dove il Monterrey si arrese al Liverpool solo nel finale di partita, e guadagnò il terzo posto sconfiggendo nella finale per la terza piazza i sauditi dell'Al-Hilal ai tiri di rigore. Sempre nel dicembre 2019 i rayados, che chiusero all'ottavo posto il campionato di Apertura messicano, si spinsero sino alla finale per il titolo nazionale, vinta per 4-2 contro l'América ai tiri di rigore.

### Anni 2020
Disastroso fu, poi, il campionato di Clausura 2020, in cui il Monterrey si ritrovò ultimo con soli 5 punti dopo 10 giornate, prima della sospensione e della definitiva cancellazione del torneo per via della pandemia di COVID-19. Il quinto posto nel Torneo Guardianes 2021 garantì l'accesso al torneo di riqualificazione, dove i rayados furono sconfitti dal Puebla ai tiri di rigore ed eliminati. Nel Torneo Guardianes 2021 il Monterrey ottenne il quarto posto e fu eliminato ai quarti di finale della fase finale per il titolo dal Santos Laguna. In CONCACAF Champions League 2021 ci fu, invece, un altro trionfo dei biancoblù, che approdarono con grande sicurezza alla finale, sbaragliando le avversarie (tra cui il Cruz Azul, sconfitto per 5-1 in semifinale tra andata e ritorno), e vinsero anche l'atto conclusivo, per 1-0 contro l'América: per il Monterrey fu la quinta affermazione nella competizione.
Nel febbraio 2022, nella Coppa del mondo per club FIFA, il Monterrey fu eliminato al secondo turno, perdendo per 1-0 contro gli egiziani dell'Al-Ahly, e poi vinse per 3-1 contro gli emiratini dell'Al-Jazira, ottenendo la quinta piazza. 

## Palmarès

### Competizioni nazionali
- Campionato messicano: 5

1986, Clausura 2003, Apertura 2009, Apertura 2010, Apertura 2019
- Coppa del Messico: 3

1991-1992, Apertura 2017, 2019-2020
- InterLiga: 1

2010
- Campionato messicano di seconda divisione: 1

1955-1956

### Competizioni internazionali
- CONCACAF Champions League: 5

2010-2011, 2011-2012, 2012-2013, 2019, 2021
- CONCACAF Cup Winners Cup: 1

1993

### Altri piazzamenti
- Campionato messicano:

Secondo posto: 1992-1993, Apertura 2004, Apertura 2005, Clausura 2012, Clausura 2016, Apertura 2017
Terzo posto: 1963-1964, 1964-1965
- Copa México:

Finalista: 1963-1964, 1968-1969
- Supercoppa del Messico:

Finalista: 2013
- Supercopa MX:

Finalista: 2018
- CONCACAF Champions' Cup:

Semifinalista: 2004, 2005, 2024
- Coppa del mondo per club:

Terzo posto: 2012, 2019
- Leagues Cup:

Semifinalista: 2023

## Organico

### Rosa 2025-2026
Aggiornata al 5 agosto 2025.
| N. |                      | Ruolo | Calciatore       |
| -- | -------------------- | ----- | ---------------- |
| 1  | Argentina (bandiera) | P     | Esteban Andrada  |
| 3  | Messico (bandiera)   | D     | Gerardo Arteaga  |
| 4  | Messico (bandiera)   | D     | Víctor Guzmán    |
| 5  | Messico (bandiera)   | C     | Fidel Ambríz     |
| 6  | Messico (bandiera)   | D     | Edson Gutiérrez  |
| 7  | Argentina (bandiera) | A     | Germán Berterame |
| 8  | Spagna (bandiera)    | C     | Óliver Torres    |
| 10 | Spagna (bandiera)    | C     | Sergio Canales   |
| 14 | Messico (bandiera)   | D     | Érick Aguirre    |
| 15 | Messico (bandiera)   | D     | Héctor Moreno    |
| 16 | Colombia (bandiera)  | C     | Johan Rojas      |
| 17 | Messico (bandiera)   | C     | Jesús Corona     |
| 18 | Messico (bandiera)   | D     | Áxel Grijalva    |

| N. |                      | Ruolo | Calciatore         |
| -- | -------------------- | ----- | ------------------ |
| 19 | Messico (bandiera)   | C     | Jordi Cortizo      |
| 20 | Cile (bandiera)      | D     | Sebastián Vegas    |
| 22 | Messico (bandiera)   | P     | Luis Cárdenas      |
| 24 | Messico (bandiera)   | P     | César Ramos        |
| 29 | Argentina (bandiera) | C     | Lucas Ocampos      |
| 30 | Argentina (bandiera) | C     | Jorge Rodríguez    |
| 31 | Messico (bandiera)   | A     | Roberto de la Rosa |
| 32 | Messico (bandiera)   | D     | Tony Leone         |
| 33 | Colombia (bandiera)  | D     | Stefan Medina      |
| 34 | Messico (bandiera)   | C     | William Silva      |
| 35 | Messico (bandiera)   | C     | Pedro Ramírez      |
|    | Messico (bandiera)   | C     | Iker Fimbres       |
| 93 | Spagna (bandiera)    | D     | Sergio Ramos       |

### Rose delle stagioni passate
- stagione 2017-2018